# Rhamnapoderus rucanansis
Rhamnapoderus rucanansis es una especie de coleóptero de la familia Attelabidae.

## Distribución geográfica
Habita en Namibia.